# 谢赫家族
阿勒谢赫（阿拉伯语：‎）是沙特阿拉伯的宗教统领家族。他们是18世纪伊斯兰教瓦哈比教派创始人穆罕默德·伊本·阿卜杜勒·瓦哈比的后裔，如今该教派在沙特阿拉伯伊斯兰教中占主导地位。在沙特阿拉伯，该家族的威望仅次于王室沙烏地家族，他们在近300年前与沙烏地家族达成了权力共享协议——政治权力归属沙烏地家族，而宗教事务上的权力则归属谢赫家族，这样的权力平衡一直持续到今日。
尽管近几十年来谢赫家族在宗教上的权力有所削弱，但其族人仍然担任沙烏地阿拉伯的大多数重要宗教职务，并通过家族联姻与沙烏地王室紧密相连。由于谢赫家族的宗教道德权威，两个家族之间的联姻对于维持沙烏地王室统治权的合法性仍然至关重要。

## 知名成员

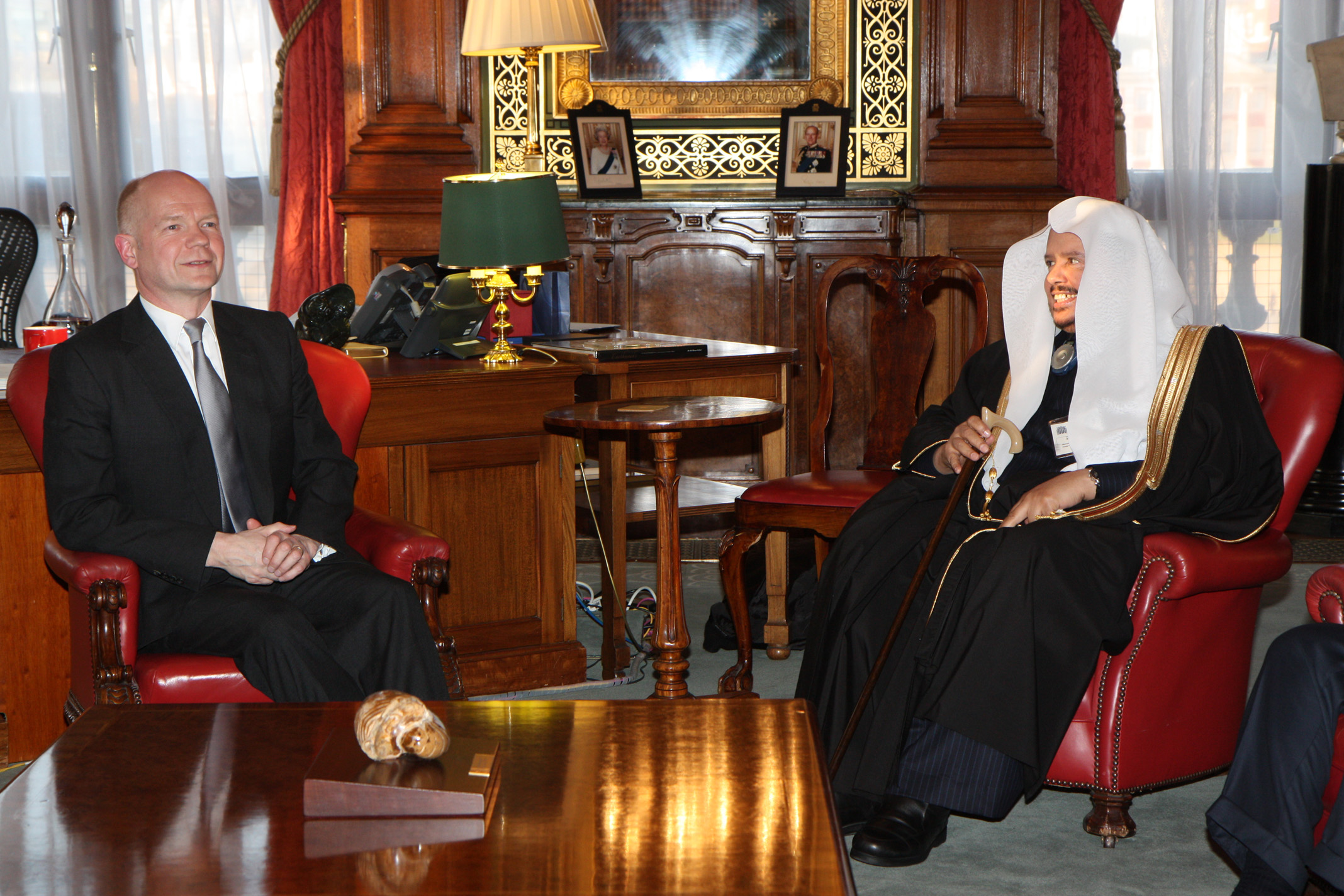
2013年3月5日，在伦敦，阿卜杜拉·伊本·穆罕默德·阿勒谢赫与英国外交大臣夏偉林会晤

- 穆罕默德·伊本·阿卜杜勒·瓦哈比 （1703年—1792年），家族建立者[1]
- 阿卜杜拉·伊本·穆罕默德·阿卜杜勒·瓦哈比 （1752年—1826年）继穆罕默德·伊本·阿卜杜勒·瓦哈比后的宗教权威[1]
- 苏莱曼·伊本·阿卜杜拉（1780年—1818年），有影响力的学者[1]
- 阿卜杜勒-拉赫曼·伊本·哈桑 （1780年—1869年），内志酋长国宗教权威[1]
- 阿卜杜勒-拉提夫·伊本·阿卜杜勒-拉赫曼（1810年—1876年），1860年代至1870年代初期宗教权威[1]
- 阿卜杜拉·伊本·阿卜杜勒-拉提夫·阿勒谢赫（1848年—1921年），阿卜杜勒-阿齐兹·本·阿卜杜拉赫曼·本·费萨尔·阿勒沙特时代初期的宗教权威[1]
- 穆罕默德·伊本·依布拉欣·阿勒谢赫（1893年—1969年）, 1953年至1969年的沙特阿拉伯大穆夫提[1][2]
- 依布拉欣·伊本·穆罕默德·阿勒谢赫，沙特司法大臣（1975年—1990年）[3][4]
- 阿卜杜拉·伊本·穆罕默德·阿勒谢赫，沙特司法大臣（1993年—2009年）[3]
- 萨利赫·阿卜杜勒-阿齐兹·阿勒谢赫，沙特伊斯兰事务大臣（1996年—2015年）
- 谢赫·阿卜杜勒阿齐兹·伊本·阿卜杜拉·阿勒谢赫沙特阿拉伯现任大穆夫提[5]